# Врождённая бисексуальность
Врождённая бисексуальность — термин, введенный Зигмундом Фрейдом и базировавшийся на работе его коллеги Вильгельма Флисса.
Основываясь на данных биологии, физиологии, анатомии, эмбриологии и других наук, Флисс показал, что бисексуальность является универсальным человеческим феноменом, обусловливающим ряд существенных параметров психической деятельности и поведения людей. Эти выводы были подтверждены О. Вейнингером.
Термин «бисексуальность» использовался в разрабатывавшейся Фрейдом теории, согласно которой все люди рождаются бисексуальными, и лишь в дальнейшем в процессе психологического развития становятся моносексуальными, при этом бисексуальность приобретает латентный характер.
В 1905 году Фрейд опубликовал работу «Три очерка по теории сексуальности», в которой анализировал понятие инверсии (гомосексуальности), изучая вопрос, является ли она врождённой, то есть вопрос о биологической предрасположенности к гомосексуальности или бисексуальности. Выводы, которые Фрейд делает в этой работе, основаны на концепции о том, что на ранних этапах развития зародыш человека проходит через этап гермафродитизма.
Современные научные данные подтверждают, что на ранней эмбриональной стадии зародыш обладает зачатками одновременно как мужских половых органов (вольфовы протоки, которым назначено затем трансформироваться в придаток яичка, семявыносящий проток и семенные пузырьки), так и женских половых органов (мюллеровы протоки — предшественники маточных труб, матки и верхней трети влагалища).
Основываясь на концепции гермафродизма в эмбриональном развитии, Фрейд утверждает, что «правильный вывод из этого давно известного анатомического факта заключается в том, что врождённой является предрасположенность к бисексуальности, которая в процессе развития заменяется моносексуальностью».
Широко известна точка зрения Фрейда о том, что человек является «полиморфно развращённым», то есть источником эротических переживаний может быть любой объект, особенно в раннем возрасте.
В настоящее время, употребляя термин «врождённая бисексуальность», имеют в виду обычно не работы Фрейда, а более поздние исследования Альфреда Кинси. В этом смысле понятие врождённой бисексуальности предполагает, что каждый человек в функциональном смысле является бисексуальным в определённой степени, однако может при этом не проявлять бисексуального поведения.